# Iridomyrmex cuneiceps
Iridomyrmex cuneiceps is een mierensoort uit de onderfamilie van de Dolichoderinae. De wetenschappelijke naam van de soort is voor het eerst geldig gepubliceerd in 2011 door Heterick & Shattuck.